# Bakken

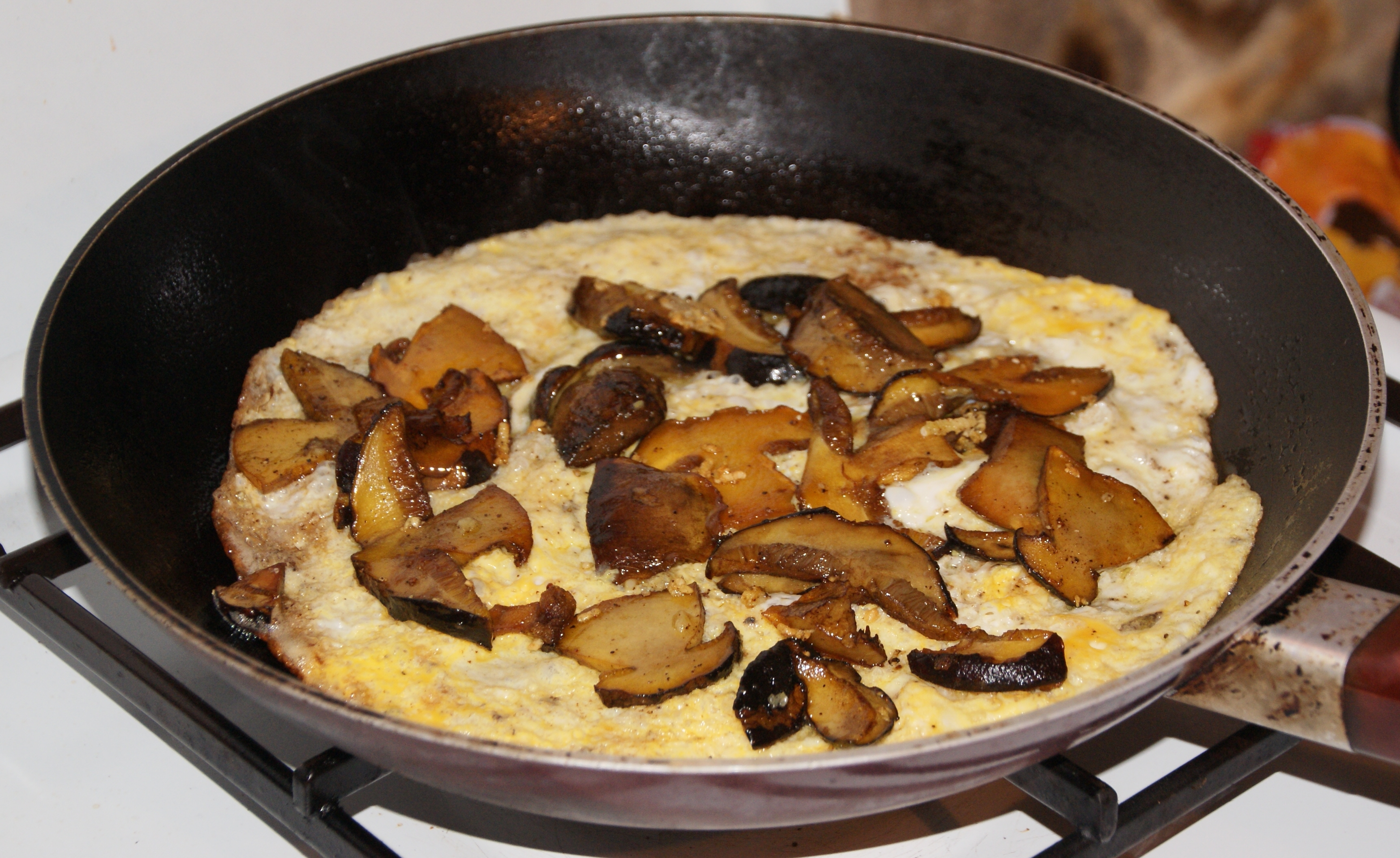
Omelet bakken

Bakken is een kooktechniek waarbij men het voedsel in een pan of koekenpan laat garen en bruin worden. Om aanbranden te voorkomen wordt in de pan boter, olie, vloeibare margarine of ander vet gedaan. Als vetvrij alternatief kan een teflon vel gebruikt worden; er hoeft dan geen vet toegevoegd te worden. Het bakken kan plaatsvinden in een pan al of niet met gesloten deksel. Om uitdroging van bijvoorbeeld vlees te voorkomen wordt er af en toe enig vocht overheen gegoten of gesprenkeld.
Men kan verschillende producten bakken:
- vlees, wild, kip, kalkoen
- vis (voeding)
- aardappelproducten
- groenten, bijvoorbeeld bij het roerbakken
- pannenkoeken
- ei, omelet.

Braden onderscheidt zich van bakken door de langere gaartijd (op een lagere temperatuur) en meestal in een afgesloten pot.

## Bakken in de oven

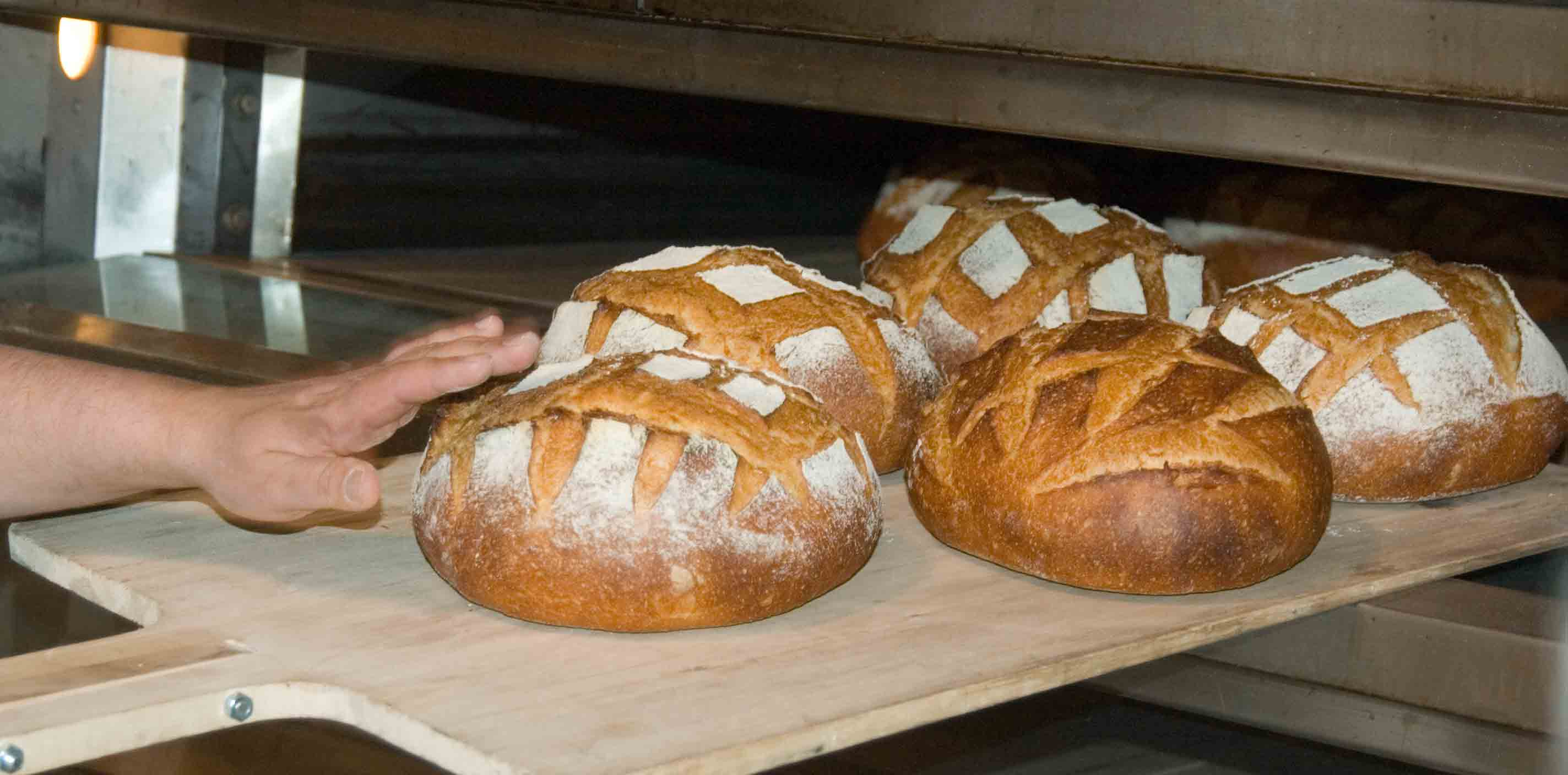
Vers gebakken broden

Met bakken wordt ook bedoeld het in de oven bereiden van brood, gebak, zoals cake, koekjes etc.